# Jochem Erlemann
Joachim-Georg „Jochem“ Erlemann (* 29. November 1938 in Braunschweig; † 12. Juni 2009 in Köln) war ein deutscher Finanzexperte und Investor.

## Werdegang
Jochem Erlemann war ein Sohn von Edmund Erlemann, Mitbegründer der Düsseldorf Modemesse Igedo. Er wuchs in Österreich und im Ruhrgebiet auf. In Essen und Köln ging er zur Schule, wo er später auch studierte und 1965 seinen Abschluss als Diplom-Kaufmann erwarb. 1969 promovierte er. Von 1965 bis 1968 war Erlemann bei der Hauptverwaltung von Karstadt in Essen tätig. Von da aus wechselte er zur Kapitalanlagegesellschaft Dr. Amann GmbH in Köln.
1972 machte sich Erlemann mit der von ihm gegründeten Firma Europäische Treuhand-AG & Co. selbständig. Damit wurde er zum „Star der Ära der Steuersparmodelle“: Gemeinsam mit weiteren Finanzexperten der sogenannten „Kölner Schule“ (nicht zu verwechseln mit der Kölner Steuerrechtsschule) ersann Erlemann (Spitzname „Spezialitäten-Doktor“) eine Reihe von Abschreibungsprojekten, die es gutverdienenden Selbständigen ermöglichte, durch vermeintlich entstandene Verluste Steuern zu sparen. Besonders bekannt ist das „Bauherrenmodell“, auch „Kölner Modell“ genannt. Darüber hinaus fand Erlemann Lücken im Gesetz, die weitere Fondsgesellschaften (Hotels, Schiffe, Filme) zur Steuerersparnis ermöglichten. Er finanzierte unter anderem die Filme „Wenn der Postmann zweimal klingelt“ und „Hair“ sowie die TV-Serie Dallas.
Von 1976 bis 1979 war Erlemann Präsident des Eishockey-Clubs Kölner Haie, holte namhafte Spieler wie Erich Kühnhackl nach Köln und entschuldete den Verein, der in seiner Amtsperiode zweimal Meister wurde, weitgehend.
1980 wurde Erlemann verhaftet, weil er Anteile für ein betrügerisches Projekt mit geleasten Gasflaschen im Libanon in Deutschland vertrieben hatte. Dass es sich dabei um Betrug handelte, hätte Erlemann nach eigenen Angaben allerdings erst selbst bei einem Besuch in Beirut im Jahre 1977 herausgefunden. Er wurde zu acht Jahren Haft verurteilt; das Gericht schätzte den entstandenen Schaden auf 100 Millionen Mark. 1982 wurde die Haft in offenen Vollzug gewandelt.

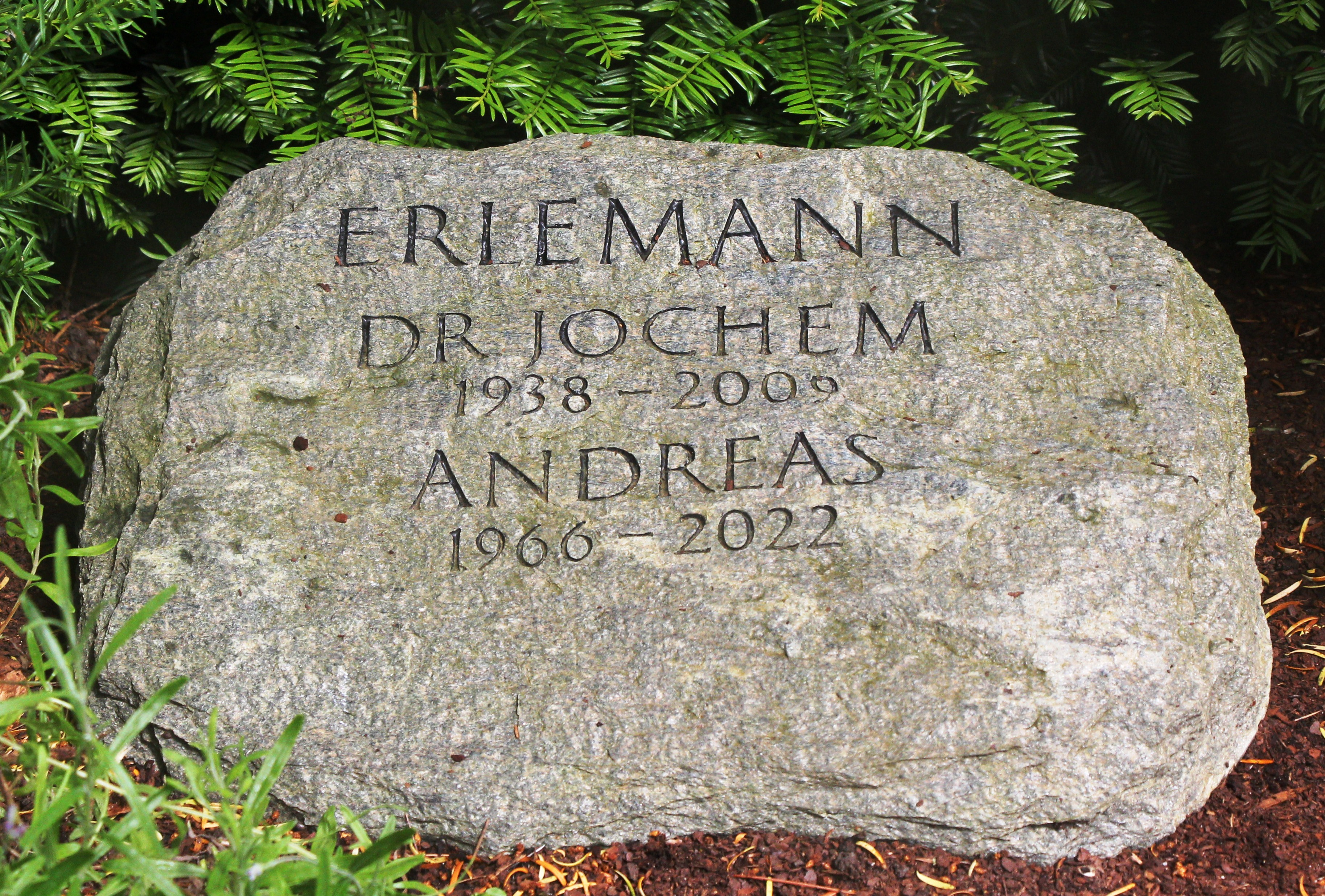
Grab von Jochem Erlemann und seinem Sohn Andreas

Während Erlemann in U-Haft saß, wurde am 6. März 1981 sein Sohn Johannes entführt. Nach zwei Wochen ließen die Entführer den Elfjährigen gegen Zahlung von drei Millionen Mark wieder frei. Die Entführer wurden später ergriffen, und auch das Lösegeld konnte zum Teil sichergestellt werden.
Jochem Erlemann hatte zwei Söhne aus erster Ehe, war zweimal geschieden und lebte in Köln. Er starb 2009 im Alter von 70 Jahren und wurde auf dem Kölner Melaten-Friedhof beigesetzt.